# محمية بنغازي
محمية بنغازي هي منطقة محمية في ليبيا.
تقع محمية بنغازي الطبيعية على بعد حوالي 14 كيلومتراً شمال مدينة بنغازي على ساحل البحر الأبيض المتوسط. وتشتهر المحمية بالطيور المائية المهاجرة، وتضم امتدادًا لكثبان الشاطئ والمستنقعات المالحة وعديد البحيرات.
تضم المحمية مدينة البحيرات السبع نسبة إلى سبع بحيرات تحيط بالمدينة. وتعرف هذه البحيرات بالمناطق الطبيعية المغمورة بالمياه العذبة أو ذات الملوحة العالية أو المنخفضة، والتي تكون إما متدفقة أو راكدة. وبمظهرها الطبيعي والبيئي، فهي تُعدّ العنصر المنظم للحياة البحرية والحياة البرية والتنوع الحيوي. كما أنها ذات قيمة اقتصادية، حيث يمكن أن تشكل إمكانية هامة للدراسات العلمية والسياحة الطبيعية والأنشطة الترفيهية.